# I segni del male
(Tagline del film)
I segni del male (The Reaping) è un film diretto da Stephen Hopkins con protagonista Hilary Swank. È uscito in Italia il 6 aprile 2007.

## Trama
Katherine Winter e il collega Ben indagano e, lavorando per l'Università, hanno come unico scopo smantellare tutto quello che sembra provenire dal soprannaturale ovunque nel mondo attraverso le spiegazioni offerte dalla scienza. Durante una spedizione nella città di Concepción, in Cile, indagano sulle affermazioni secondo cui il cadavere di un prete morto da 40 anni rimane in condizioni originarie. Alla fine scoprono che i rifiuti tossici hanno contribuito a preservare il corpo.
In Louisiana, Katherine riceve una chiamata da un amico, padre Michael Costigan, che dice che le sue fotografie di lei hanno sviluppato segni di bruciature che, una volta assemblati, formano un simbolo simile a una falce, un possibile avvertimento da parte di Dio, che lei ignora. Incontra Doug Blackwell, un insegnante della vicina città di Haven, che chiede a Katherine di scoprire perché il fiume di Haven è diventato rosso. La gente del posto crede che si tratti di una delle dieci piaghe bibliche causata da una ragazza, Loren McConnell, che credono abbia ucciso suo fratello maggiore nel fiume.
Si recano ad Haven, dove Katherine vede che il fiume è davvero interamente rosso. Katherine e Doug si imbattono nelle rovine di una vecchia chiesa, che Doug spiega fu distrutta 100 anni fa da diversi uragani, costringendo l'intera città a trasferirsi. Nel frattempo, Ben è testimone della caduta dal cielo di rane morte. Doug li invita a passare la notte a casa sua, dove rivela di discendere da una lunga stirpe di figli unici. Quella notte, la loro cena marcisce immediatamente a causa di un'invasione di mosche.
Katherine e Ben ricevono una chiamata che chiede loro di recarsi in una fattoria vicina, dove scoprono che le mucche stanno morendo di una malattia sconosciuta. Ben inizia a chiedersi se gli eventi possano effettivamente avere cause bibliche, ma Katherine non è convinta. Il proprietario della fattoria dice loro che la famiglia McConnell è stata visitata da persone che sembrano essere adoratori di Satana e che ha visto prove di un sacrificio religioso. Più tardi quella sera, Katherine racconta a Doug perché ha lasciato la chiesa e la sua fede religiosa: 5 anni fa era una ministra di culto e missionaria che, mentre svolgeva un lavoro missionario durante la guerra civile nelle province meridionali del Sudan (il Sud Sudan non esisteva nel 2007) con suo marito e sua figlia, un uomo del posto ha sacrificato la sua famiglia, credendo che ciò fosse il volere di Dio. Katherine poi fa sogni intensi in cui lei e Doug hanno un rapporto sessuale.
Katherine va a parlare con Loren, ma quest'ultima resta in silenzio per tutto il tempo. Katherine nota che la sua gamba è inzuppata di sangue mestruale. Katherine la aiuta a ripulirla e ha una visione di Loren che trasforma il fiume in sangue. Appare la madre di Loren, chiedendo se Katherine è lì per uccidere Loren. Prima che possa spiegare, Loren la attacca e Katherine scappa. Ben e Katherine esaminano il corpo del fratello di Loren, trovando il simbolo a forma di falce marchiato nella sua parte bassa della schiena. I risultati dei test dimostrano che il fiume contiene sangue umano. I cittadini, intanto, rasano la testa ai propri figli, a causa di un'epidemia di pidocchi. Ben e Doug cercano di convincere il sindaco a evacuare la città, ma lui e il suo staff vengono uccisi dai foruncoli, la sesta piaga.
Una banda si riunisce per uccidere Loren e cercare di fermare le piaghe. Katherine chiama padre Costigan, il quale spiega di aver scoperto che il simbolo a forma di falce appartiene ad una setta satanica che marchia i propri primogeniti con quel simbolo e sacrificano ogni secondo figlio al Diavolo una volta raggiunta la pubertà. I fanatici credono per tutti i loro sacrifici riceveranno in cambio un "bambino perfetto, un secondogenito che nascerà con gli occhi del diavolo" che porterà loro potere. Costigan crede che Loren sia il bambino demoniaco che la setta sta aspettando. Tuttavia è scritto che Dio invierà un suo angelo, che non può essere danneggiato dal culto, per distruggerli. Insiste sul fatto che Katherine è l'angelo, poiché il termine è talvolta usato per indicare i servi di Dio. In quel momento, una forza soprannaturale brucia la stanza di Costigan, uccidendolo. Katherine ritorna a casa McConnell, dove trova la camera sacrificale del culto. Lì, la madre di Loren dice che Loren è "il suo servitore" adesso, poi si uccide. Fuori, Katherine trova locuste ovunque. Mentre i cittadini arrivano e si preparano a uccidere Loren, le locuste attaccano e uccidono il gruppo. Doug scappa e cade nel fiume. Katherine si chiude in casa e Ben si nasconde in una cripta, dove scopre scheletri e corpi di bambini sacrificati. Chiama Katherine quando Loren appare fuori.
Katherine trova Ben morto. Affronta Loren mentre cala l'oscurità e grandine infuocata e tuoni piovono dal cielo. Katherine sta per uccidere Loren, quando all'improvviso dice qualcosa che Katherine ha detto a sua figlia in Sudan. Katherine chiede come può capire cosa è reale. Loren risponde "fede" e le mostra una visione della verità: il culto, che in realtà comprende l'intera città e Doug, viene mostrato mentre cerca di uccidere Loren da quando ha raggiunto la pubertà. Loren fuggì e suo fratello Brody la pugnalò, ma la sua ferita guarì miracolosamente, Brody morì e l'acqua della palude si tramutò in sangue. Katherine si rende conto che Loren è in realtà l'angelo inviato da Dio a distruggere la setta. Vede anche che Doug ha ucciso Ben. 
I cittadini li circondano mentre Doug spiega tutto a Katherine: cento anni fa gli uragani che hanno distrutto la vecchia chiesa portando i cittadini di Haven a credere che Dio li avesse abbandonati, finché la famiglia di Doug reclutò tutti nel culto. Quando capirono che Loren era l'angelo che avrebbe dovuto distruggerli tentarono di ucciderla, ma inutilmente. Allora hanno sfruttato le piaghe da lei provocate per far credere a Katherine che Loren fosse il bambino demoniaco e che dovesse ucciderla, poiché solo un servo di Dio può uccidere il suo angelo. 
Doug invita Katherine ad unirsi a loro e ad uccidere Loren, poiché come loro anche lei è stata "abbandonata da Dio" con la perdita della sua famiglia. Ma Katherine rifiuta, affermando che a portargli via la famiglia non è stato Dio ma un uomo senza fede proprio come loro. Rivela infine che è il momento dell'ultima piaga, la morte dei primogeniti. Essendo tali tutti gli abitanti di Haven, essi muoiono in una pioggia di fuoco. Doug afferra Katherine mentre viene sollevato da terra e ucciso, mentre Katherine viene risparmiata.
Mentre Katherine lascia Haven portando con se Loren, la bambina rivela che Katherine è incinta. La donna pensa che Doug l'abbia drogata una notte quando le offrì da bere e l'abbia violentata. Poiché questo è il suo secondo figlio, Katherine teme che il figlio che aspetta, il cui padre è Doug, potrebbe essere il bambino demoniaco profetizzato.

## Produzione
Le riprese del film in Louisiana sono state interrotte dall'arrivo dell'uragano Katrina e dall'uragano Rita. Il budget speso per la produzione ammonta a circa 40 milioni di dollari.

## Accoglienza
Il film ha ricevuto un'accoglienza molto fredda dalla critica: Rotten Tomatoes gli assegna l'8% degli apprezzamenti e un voto di 3,49.